# Marvel’s Blade
Marvel's Blade ist ein in Entwicklung befindendes Computerspiel, das von Arkane Studios entwickelt wird und von Bethesda Softworks veröffentlicht werden soll. Es basiert auf den Marvel Comics um die Comicfigur Blade.

## Handlung
Handlungsort ist Paris, wo eine Ansammlung von Vampiren aufgetaucht ist, um nachts die Stadt zu terrorisieren und die Zivilisten zu zwingen, bis zum Sonnenaufgang in ihren Häusern Schutz zu suchen.

## Gameplay
Der Spielercharakter Blade wird aus der Third-Person-Perspektive gesteuert.

## Entwicklung
Arkane Lyon begann im Januar 2022 mit den Vorarbeiten für das Spiel. Im Dezember 2023, bei den Game Awards, wurde Marvel's Blade mit einem Trailer angekündigt.